# Listă de conducători de stat din 1480
1476 - 1477 - 1478 - 1479 - 1480 - 1481 - 1482 - 1483 - 1484
Aceasta este o listă a conducătorilor de stat din anul 1480:

## Europa
- Anglia: Eduard al IV-lea (rege din dinastia York, 1461-1470, 1471-1483)
- Anjou: Rene (duce, 1434-1471/1480; anterior, duce de Lorena, 1431-1453; ulterior, rege al Neapolelui, 1435-1442)
- Astrahan: Kasîm ibn Muhammad ibn Kucuk Muhammad (han, 1466-1480) și Abdulkerim ibn Muhammad ibn Kucuk Muhammad (han, 1480-1509)
- Austria Anterioară și Tirol: Sigismund (duce din dinastia de Habsburg, ramura veche, 1446-1490; arhiduce, din 1453)
- Austria Interioară: Frederic al V-lea (duce din dinastia de Habsburg, ramura tânără, 1424-1493; ulterior, duce în Austria Superioară și Austria Inferioară, 1439-1440; ulterior, rege al Germaniei, 1440-1493; ulterior, împărat occidental, 1452-1493)
- Bavaria-Landshut: Georg cel Bogat (duce din dinastia de Wittelsbach, 1479-1503)
- Bavaria-Munchen: Albert al IV-lea cel Înțelept (duce din dinastia de Wittelsbach, 1463-1508)
- Bosnia-Herțegovina, statul Zahumija: Vlatko Hercegovic (duce din dinastia Kosaca, 1466-1482)
- Brandenburg: Albrecht al III-lea Achilles (principe elector din dinastia de Hohenzollern, 1470-1486)
- Bretagne: Francisc al II-lea (duce, 1458-1488)
- Burgundia: Maria de Burgundia (ducesă din casa de Valois, 1477-1482) și Maximilian I (duce din dinastia de Habsburg, 1477-1482; ulterior, arhiduce de Austria, 1493-1519; ulterior, rege al Germaniei, 1493-1519; ulterior, împărat occidental, 1508-1519)
- Cehia: Vladislav al II-lea (rege din dinastia Jagiello, 1471-1516; ulterior, rege al Ungariei, 1490-1516)
- Cipru: Catarina Cornaro (regină, 1474-1489)
- Crimeea: Mengli Ghirai I ibn Hadji (han din dinastia Ghiraizilor, 1466-1467?, 1469-1474 sau 1475, 1478 sau 1479-1515)
- Danemarca: Christian I (rege din dinastia de Oldenburg, 1448-1481; ulterior, rege al Suediei, 1457-1464, 1465-1467)
- Ferrara: Ercole I (duce din casa d'Este, 1471-1505)
- Florența: Laurențiu I Magnificul (senior din familia Medici, 1469-1492)
- Franța: Ludovic al XI-lea (rege din dinastia de Valois, 1461-1483)
- Genova: Battista al II-lea Fregoso (doge, 1478-1483)
- Germania: Frederic al III-lea (rege din dinastia de Habsburg, 1440-1493; anterior, duce în Austria Interioară, 1424-1493; ulterior, împărat occidental, 1452-1493)
- Gruzia: Constantin al II-lea (rege din dinastia Bagratizilor, 1478-1505)
- Gruzia, statul Kakhetia: Alexandru I (rege din dinastia Bagratizilor, 1476/1492-1511)
- Hoarda de Aur: Ahmed (han, cca. 1465-ca. 1481)
- Imperiul occidental: Frederic al III-lea (împărat din dinastia de Habsburg, 1452-1493; totodată, arhiduce de Austria, 1424-1493; totodată, rege al Germaniei, 1440-1493)
- Imperiul otoman: Mehmed al II-lea Cuceritorul (sultan din dinastia Osmană, 1444-1446, 1451-1481)
- Kazan: Ilham (Ali?) ibn Ibrahim (han, 1479-1487)
- Lituania: Cazimir (mare duce, 1440-1492; ulterior, rege al Poloniei, 1447-1492)
- Lorena Superioară: Rene al II-lea (duce din dinastia de Lorena-Vaudemont, 1473-1508)
- Mantova: Federico I (marchiz din casa Gonzaga, 1478-1484)
- Milano: Gian Galeazzo al II-lea Maria (duce din familia Sforza, 1476-1494)
- Moldova: Ștefan cel Mare (domnitor, 1457-1504)
- Monaco: Claudina (seniorină, 1457-1494) și Lamberto (senior, 1458-1494)
- Montferrat: Guglielmo al VI-lea (marchiz din dinastia Paleologilor, 1464-1483)
- Moscova: Ivan al III-lea Vasilievici cel Mare (mare cneaz, 1462-1505)
- Muntenegru: Ivan (principe din dinastia Crnojevic, 1465-1490)
- Nasrizii: Abu'l Hassan Ali ibn Saad (emir din dinastia Nasrizilor, 1464-1482, 1483-1485)
- Navarra: Francois-Phoebus (rege din casa de Foix, 1479-1483)
- Neapole: Ferdinand (Ferrante) I Bastardul (rege din casa de Aragon, 1458-1494)
- Ordinul teutonic: Martin Truchsess von Wetzhausen (mare maestru, 1477-1489)
- Polonia: Cazimir al IV-lea (rege din dinastia Jagiello, 1447-1492; totodată, mare duce de Lituania, 1440-1492)
- Portugalia: Afonso al V-lea (rege din dinastia de Aviuz, 1438-1481)
- Reazan: Vasili Ivanovici (mare cneaz, cca. 1465-1483)
- Savoia: Filibert I Vânătorul (duce, 1472-1482)
- Saxonia: Ernst (principe elector din dinastia de Wettin, linia Ernestină, 1464-1485; ulterior, principe elector de Saxonia-Wittenberg, 1485-1486) și Albert (principe elector din dinastia de Wettin, linia Albertină, 1464-1485; duce de Saxonia-Dresda, 1485-1500)
- Scoția: Iacob al III-lea (rege din dinastia Stuart, 1460-1488)
- Sicilia: Ferdinand al II-lea Catolicul (rege din dinastia de Castilia, 1479-1516; anterior, rege al Castiliei, 1474-1479; totodată, rege al Spaniei, 1479-1516; ulterior, rege al Neapolelui, 1504-1516)
- Spania: Isabela I (regină, 1479-1504; anterior, regină a Castiliei, 1474-1479) și Ferdinand al V-lea (rege, 1479-1516; anterior, rege al Castiliei 1474-1479; totodată, rege al Siciliei, 1479-1516; ulterior, rege al Neapolelui, 1504-1516)
- Statul papal: Sixtus al IV-lea (papă, 1471-1484)
- Suedia: Sten Sture cel Bătrân (regent, 1471-1497, 1501-1503, 1512-1520)
- Transilvania: Ștefan Bathori I de Ecsed (voievod, 1479-1493)
- Tver: Mihail al III-lea Borisovici (mare cneaz, 1461-1485)
- Țara Românească: Basarab cel Tânăr (Țepeluș) (domnitor, 1477-1481, 1481-1482)
- Ungaria: Matia Corvin (rege, 1458-1490)
- Veneția: Giovanni Mocenigo (doge, 1478-1485)

## Africa
- Benin: Ewuare cel Mare (obba, cca. 1440-cca. 1480) și Ezoti (obba, cca. 1480-?) și Olua (?-?) (?)
- Buganda: Kayima (kabaka, 1464-1494)
- Califatul abbasid (Egipt): Abu'l-Azz Abd al-Aziz al-Mutauakkil al II-lea ibn al-Mustain (calif din dinastia Abbasizilor, 1479-1497)
- Ethiopia: Eskender (Constantin al II-lea) (împărat, 1478-1494)
- Hafsizii: Abu Umar Usman ibn Muhammad (IV) (calif din dinastia Hafsizilor, 1435-1488)
- Kanem-Bornu: Ali Ghazi (Ghajideni) (sultan, cca. 1479-cca. 1507)
- Mamelucii: al-Așraf Saif ad-Din Kaitbai (sultan din dinastia Burdjizilor, 1468-1496)
- Munhumutapa: Matope Nyanhehwe (rege din dinastia Munhumutapa, cca. 1450-cca. 1480), Mavura I Maobwe (rege din dinastia Munhumutapa, cca. 1480) și Nyahuma Mukombero (rege din dinastia Munhumutapa, cca. 1480-cca. 1490)
- Rwanda: Nsoro Samukondo (rege, cca. 1458-cca. 1482)
- Songhay: Ali (sau Ali Ber) (rege din dinastia Sonni, 1464-1492)

## Asia

### Orientul Apropiat
- Ak Koyunlu: Iakub ibn Hassan (conducător, 1478-1490)
- Cipru: Catarina Cornaro (regină, 1474-1489)
- Imperiul otoman: Mehmed al II-lea Cuceritorul (sultan din dinastia Osmană, 1444-1446, 1451-1481)
- Mamelucii: al-Așraf Saif ad-Din Kaitbai (sultan din dinastia Burdjizilor, 1468-1496)
- Timurizii: Ahmad-sultan ibn Abu Said (emir din dinastia Timurizilor, 1469-1494)
- Timurizii din Horasan: Hussein Baikara (Sultan Hussein) (emir din dinastia Timurizilor, 1470-1506)

### Orientul Îndepărtat
- Bengal: Șams ad-Din Iusuf Șah ibn Barbak (sultan din casa lui Ilias Șah, 1474-1481)
- Birmania, statul Arakan: Basawpyu (Kalimah Șah) (rege din dinastia de Mrohaung, 1459-1482)
- Birmania, statul Ava: Thihathura (rege, 1469-1481)
- Birmania, statul Mon: Dammazedi (rege, 1472-1492)
- Cambodgea: Preah Bat Samdech Preah Moha Thommo Reachea (Dharmaraja) (rege, 1473-1494/1504)
- China: Xianzong (Zhu Jianshen) (împărat din dinastia Ming, 1465-1487)
- Coreea, statul Choson: Songjong (rege din dinastia Yi, 1470-1494)
- Hoarda de Aur: Ahmed (han, cca. 1465-ca. 1481)
- India, Bahmanizii: Șams ad-Din Muhammad al III-lea ibn Humayun (sultan, 1463-1482)
- India, statul Delhi: Bahlul Șah Ghazi (sultan din dinastia Lodi, 1451-1489)
- India, statul Gujarat: Mahmud Șah I Begarha (Fath Han) ibn Muhammad (sultan, 1458-1511)
- India, statul Handeș: Adil Han al II-lea Humayun ibn Mubarak (sultan din dinastia Farukizilor, 1457-1503)
- India, statul Vijayanagar: Virupakșa al II-lea (conducător din dinastia Sangama, 1465-1485)
- Japonia: Go-Tsuch-imikado (împărat, 1465-1500) și Yoșihisa (principe imperial din familia Așikaga, 1474-1489)
- Kashmir: Hassan ibn Haidar (sultan din casa lui Șah Mir, 1471-1489)
- Laos, statul Lan Xang: Thao Teng-Kham (Suvanna Palang) (rege, 1479-1486)
- Malacca: Ala ad-Din Riayat Șah (sultan, 1477-1488)
- Mongolii: Dayan hagan (Batu Mongke) (han, 1470-1543)
- Nepal: Jayayakșamalla (rege din dinastia Malla, 1428-1480)
- Nepal (Benepa): Ranamalla (rege din dinastia Malla, cca. 1480-1500)
- Nepal (Bhadgaon): Rayamalla (rege din dinastia Malla, cca. 1480-cca. 1519)
- Nepal (Kathmandu): Ratnamalla (rege din dinastia Malla, cca. 1480-?)
- Sri Lanka, statul Jaffna: Singai Pararajesekaran al VI-lea (rege, 1478-1519)
- Sri Lanka, statul Kotte: Vira Parakkamabahu al VIII-lea (rege, 1477-1489)
- Thailanda, statul Ayutthaya: Boromtrailokanat (rege, 1448-1488)
- Tibet: bSod-nams P'yogs-glang (panchen lama, 1439-1505)
- Tibet: dGe-'dun rgya-mtsho (dalai lama, 1474/1476-1540)
- Timurizii: Ahmad-sultan ibn Abu Said (emir din dinastia Timurizilor, 1469-1494)
- Vietnam, statul Dai Viet: Le Thanh-tong (Thuan huang-de) (rege din dinastia Le târzie, 1460-1497)

## America
- Aztecii: Axayacatl (conducător, 1469-1481)
- Incașii: Topa Inca Yupanqui (conducător, 1471-1493)